# Deutsches Mode-Institut
Das Deutsche Mode-Institut (DMI) ist ein Unternehmen, das aktuelle Entwicklungen im Modemarkt recherchiert und die Mitgliedsunternehmen über das von ihm betriebene Branchennetzwerk informiert. Der Sitz des Unternehmens ist Köln sowie Berlin.

## Arbeitsgebiet
Das DMI untersucht Trends aus den Bereichen Fashion und Interior für alle textil-, mode- und lebensstilrelevanten Branchen und berichtet darüber. Dazu gehören Entwicklungsanalysen und Trendinformationen aus den Bereichen Farben und Materialien sowie Garne und Fasern. Die Spezialisierung auf Mode ermöglicht dem Institut, differenzierte Trendaussagen für die Segmente Damen- und Herrenbekleidung sowie Accessoires zu treffen. Markt- und Verbraucheranalysen, Einblicke und Untersuchungen zu Szene, Kunst und Kultur informieren über Hintergründe und Zusammenhänge.
Das wichtigste Informationsmedium des DMI sind regelmäßige Trend- und Kommunikationsveranstaltungen. Darüber hinaus bilden internationale Farbkarten, Trendbücher sowie Trend- und Newsletter eine Basis für die Arbeit der Modebranche. Das DMI betreibt außerdem Pressearbeit für die Branche, in Fach- und Publikumsmedien.

## Geschichte
Die Ursprünge des Deutschen Modeinstituts gehen auf das Deutsche Institut für Herrenmode zurück, das 1927 gegründet wurde. 2003 fusionierten das Damen- und Herrenmodeninstitut zum Deutschen Mode-Institut, dem seither Mitgliedsunternehmen aus allen Branchenzweigen angehören.
Das heutige DMI ist nicht mit dem Deutschen Mode-Institut im Nationalsozialismus zu verwechseln und steht in keinem unmittelbaren Zusammenhang. Dieses ging Ende September 1933 in Berlin durch Umbenennung aus dem Deutschen Modeamt hervor. Herbert Tengelmann wurde spätestens im Jahre 1935 mit Unterstützung von Joseph Goebbels zum Präsidenten des DMI ernannt, danach trat im Dezember des Jahres 1938 Hans Croon dieses Amt an.

## Auszeichnungen
Seit 1965 verleiht das Deutsche Mode-Institut die Auszeichnung Krawattenmann des Jahres. Erster Preisträger war Hans-Joachim Kulenkampff. Weitere prominente Krawattenmänner waren unter anderem Willy Brandt, Götz Alsmann, Eckart von Hirschhausen, Jan Delay und Hape Kerkeling.